# Neuseeländische Literatur
Die neuseeländische Literatur umfasst die Erzählungen, die Dichtung und das Theater Neuseelands, die auch heute noch vorwiegend auf Englisch geschrieben werden, wenn auch Veröffentlichungen in der Sprache Maori immer mehr zunehmen. Aus dieser Sicht wird die literarische Entwicklung Neuseelands als „bikulturell“ beschrieben.

## Frühe maorische Literatur
Die Anfänge der neuseeländischen Literatur gehen auf die erzählerische Tradition der einheimischen Māori zurück, die das Land seit 900–1000 und dann verstärkt seit dem 14. Jahrhundert aus Polynesien kommend besiedelt hatten. Geschichten und Mythen wurden von den Maori ausschließlich mündlich überliefert.
Zu Beginn des 19. Jahrhunderts begannen christliche Missionare damit, diese Erzählungen aufzuschreiben. Dazu wurde eine Verschriftlichung der polynesischen Sprachen entwickelt. Allerdings gab es in der vorkolonialen Zeit, d. h. vor 1840, keine „Literatur“ in dem Sinne, in dem der Begriff in den europäischen Kulturen verwendet wird. Es heißt, die ersten geschriebenen Berichte der Maori, die um 1815 entstanden seien, handelten von der Eroberung des Landes durch die Europäer.
Die früheste neuseeländische Lyrik waren Gesänge der Maori (Waiata). Sie wurden von George Edward Grey gesammelt und erstmals 1955 veröffentlicht.
Das Theater der Maori ist gekennzeichnet durch rituelle Handlungen und Aufführungen. Die Darsteller spielten keine personalisierten Rollen. In neuerer Zeit richten sich Autoren maorischer Herkunft vor allem gegen die Beliebigkeit von „bikulturellen“ Ansätzen, wie beispielsweise der Darstellung maorischer Kultur in englischsprachigen Stücken.

## Englischsprachige Literatur
In der Folge des wirtschaftlichen Aufschwungs in den 1860er Jahren entstanden in den meisten Orten Theater, in denen vorwiegend Ensembles auftraten, die aus Australien kommend von einer Bühne zur nächsten reisten. Daneben gab es aber auch örtliche Theatergruppen. Aufgeführt wurden vor allem Komödien; die meisten damals gespielten Stücke sind nur namentlich überliefert. Reisen waren zunächst nur entlang der Küsten möglich. Das Theater erlebte deshalb einen Aufschwung, als die Eisenbahn das Landesinnere erschloss. Dieser Boom wurde dann aber wieder gedämpft, als das Kino aufkam. In die entstehende Lücke stießen Laientheater, die sich in den meisten Städten Ende der 1920er Jahre zusammenfanden, teilweise von professionellen Regisseuren geleitet. Ngaio Marsh gründete 1943 am Canterbury University College eine Shakespeare Company, die bis 1972 bestand. Bekannt geworden sind die New Zealand Players und das Community Arts Service Theatre. Ein wichtiger Impuls für die Bühne ging in der Zeit nach dem Zweiten Weltkrieg vom Rundfunk sowie durch die öffentliche Förderung von Theatern aus.
Die englischsprachige Lyrik griff zunächst die gleichen Themen auf, die auch in der viktorianischen Dichtung behandelt wurden. Teilweise wurde auch mit neuseeländischem Dialekt experimentiert (John Barr).
In der Zeit nach dem Ersten Weltkrieg wurden überwiegend Romane geschrieben, in denen vor allem Ereignisse aus der eigenen Kolonialgeschichte verarbeitet wurden. Seit den 1930er Jahren, nach der Erlangung der Unabhängigkeit von Großbritannien innerhalb des Commonwealth, beginnt eine kritische Betrachtung der Gesellschaft mit den Mitteln der Literatur. Eine Belebung der literarischen Produktion und des Verlagswesens ging von den Universitäten aus. Im Jahr 1932 wird die Zeitschrift Phoenix von einer Gruppe von Studenten in Auckland gegründet, die nicht lange bestehen bleibt. Im Jahr 1939 wurde der New Zealand Listener gegründet. 1947 kam die Zeitschrift Landfall hinzu.
Zu den bedeutendsten Kinder- und Jugendbuchautorinnen Neuseelands gehört Alice Esther Glen (1881–1940), geboren in Christchurch, Neuseeland. Bereits im Alter von 11 Jahren gewann sie einen Kurzgeschichten-Wettbewerb der englischen Zeitschrift Little Folks. Zu ihren erfolgreichsten Büchern zählen die Kinder- und Jugendbuchklassiker Six little New Zealanders (1917) und Uncles Three at Kamahi (1926). Ihr zu Ehren wurde 1945 der Esther Glen Award ins Leben gerufen, Neuseelands ältester und bis heute renommiertester Kinderbuchpreis.
Das hundertjährige Jubiläum der Staatsgründung 1940 wird weithin als ein Einschnitt der kulturellen Entwicklung gesehen. Während vorher überwiegend Autoren aus Großbritannien gelesen wurden, so bildete sich seitdem erstmals ein eigenes Nationalgefühl heraus, was sich auch auf die Literatur auswirkte: Die Autoren fühlten sich nicht mehr als exilierte Engländer, sondern als Neuseeländer. Erst seitdem entwickelten sich auch eigene Themen und eigene stilistische Mittel.
In der Prosa dominierte die Form der Short Story bis in die 1970er Jahre hinein, ausgehend von Frank Sargeson, dessen Narrativ über eine lange Zeit hinweg als „typisch neuseeländisch“ galt.

## Neuseeländische Literatur heute
Die maorische Sprache hat sich bis heute erhalten und kann auch in einigen Schulen erlernt werden. Obwohl Veröffentlichungen in Maori häufiger geworden sind, liegt der Schwerpunkt der „maorischen Literatur“ weiterhin auf Schriften in englischer Sprache, die sich mit Themen der Maori beschäftigen.
Neuseeland nimmt für sich in Anspruch, viele Autoren zu haben. Darin werden selbst Einwanderer, die im Ausland geboren wurden, und Staatsbürger, die ausgewandert sind, mit eingerechnet. Eine Ausnahme ist beispielsweise Samuel Butler, dessen utopischer Roman Erewhon in Neuseeland spielt und als Resultat eines Aufenthalts in Neuseeland entstanden ist; Butler zählt zur englischsprachigen Literatur. Karl Wolfskehl, der 1938 nach Auckland emigrierte und dort 10 Jahre lebte, gilt als Vertreter der deutschen Exilliteratur.
Neuseeländische Schriftsteller übersiedelten oftmals nach Großbritannien oder nach Australien, um der geographischen und künstlerischen Isolation des Landes zu entgehen.
Bekannte neuseeländische Autoren sind insbesondere Katherine Mansfield (The Garden Party and other short stories, 1922) und Keri Hulme, die für ihren Roman The Bone People (Unter dem Tagmond, 1984) im Jahr 1985 den Booker Prize, den wichtigsten britischen Literaturpreis, erhalten hatte. Der Literaturwissenschaftler Christian Karlson Stead (* 1932), Autor zahlreicher Romane und einiger Erzähl- und Gedichtbände, zog sich aus der Hochschultätigkeit zurück, um sich ausschließlich dem Schreiben zu widmen. Ins Deutsche übersetzt wurden u. a. Der Tod des Körpers und  Makutu (2001), ein Roman über den ungeklärten Tod eines Maori-Soldaten in der Schlacht um Kreta.
Als bedeutendster Autor, dessen Bücher in der Maori-Sprache verfasst sind, gilt Witi Ihimaera. Seine Bücher haben gemeinsam mit denen von Patricia Grace seit den 1970er Jahren zu einer Maori-Renaissance geführt.
Hierzu beigetragen hat auch der erste (englischsprachige) historische Roman aus der Feder de Maori-Häuptlingssohns Heretaunga Pat Baker (1920–1988) im Jahr 1975, der die Besiedlung Neuseelands aus Maori-Sicht beschreibt. Seine Fortsetzung fand dieses Buch in Bakers posthum veröffentlichter Geschichte der Kolonisierung in den 1860er Jahren.
Dennoch löste noch 1986 das Erscheinen von Potiki von Patricia Grace, in dem einige Passagen auf Maori vorkommen, Unruhe aus, weil kein Glossar beigefügt wurde. Man warf der Autorin Ausgrenzung der Weißen vor.
In den folgenden zwanzig Jahren sei die Literatur maorisch-stämmiger Schriftsteller vielfältiger geworden. Diese Entwicklung sei vor dem Hintergrund einer weitergehenden Emanzipation Neuseelands von Großbritannien zu sehen, das sich in dieser Zeit von seiner einstigen Kolonie mehr und mehr abgewandt habe. Die maorische Sprache, die noch von etwa 150.000 (von insgesamt 4,4 Millionen) Neuseeländern gesprochen wird, wurde durch den Maori Language Act von 1987 als eine offizielle Sprache Neuseelands auch formell anerkannt.
Neuseeland war 2012 Gastland der Frankfurter Buchmesse, unter dem Motto: „Bevor es bei euch hell wird – While you were sleeping“.

## Verlags- und Autorenverbände
Die neuseeländischen Verlage sind in der Publishers Association of New Zealand (PANZ) organisiert. Der Verband vertritt die Interessen sowohl kleiner als auch großer Verlagshäuser gegenüber der Politik und der übrigen Medienindustrie im In- und Ausland.
Die New Zealand Writer's Guild (NZWG) ist ein Autorenverband, der die Interessen neuseeländischer Autoren aus allen Genres – Film, Fernsehen, Theater, Hörfunk, Neue Medien und Comics – als eine Gewerkschaft vertritt.

## Bibliothekswesen
Die Bibliotheken spielten ab dem ausgehenden 19. Jahrhundert eine wichtige Rolle für die Verbreitung der Literatur in Neuseeland. Das erste Gesetz über öffentliche Bibliotheken (Public Library Act) wurde 1869 verabschiedet.
Bedeutsam waren vor allem die Bibliothek der University of Auckland, die 1884 gegründet worden war, und die Alexander Turnbull Library aus dem Nachlass von Alexander Horsburgh Turnbull, der 1918 verstorben war. Letztere befindet sich seit 1966 in der National Library of New Zealand in Wellington, wo sie auch wissenschaftlich erschlossen wird. Die Sammlung umfasst insbesondere einen außergewöhnlichen Bestand an Werken über John Milton und über den pazifischen Raum.
Dem Postdienst kam für die Entwicklung des Bibliothekswesens in Neuseeland eine entscheidende Bedeutung zu, weil vielfach nur auf diesem Weg die Bücher zum Benutzer gelangen konnten.